# Digna Murillo
Digna Murillo (Carepa, 22 mei 1981) is een Colombiaans/Spaans atlete.
Murillo nam voor Colombia deel aan Olympische Spelen in 2000 en de Olympische Spelen in 2004.
In 2009 nam Murillo de Spaanse nationaliteit aan, en kwam op toernooien uit voor Spanje.
- World Athletics: 14263960